# بيلي إيمز
بيلي إيمز (بالإنجليزية: Billy Eames)‏ هو لاعب كرة قدم بريطاني، ولد في 20 سبتمبر 1957 في Emsworth ‏ في المملكة المتحدة. لعب مع نادي برينتفورد ونادي بورتسموث.